# バーミンガム (クレーター)
バーミンガム (Birmingham) は、月の表側にある大きなクレーターの跡であり、月の北部に位置する。かんむり座の反復新星（かんむり座 T星）を発見したアイルランドのアマチュア天文家、ジョン・バーミンガムにちなんで名づけられた。
バーミンガムは高緯度に位置するため、地球からは低い角度で眺めることになる。バーミンガムの内側には多くの小クレーターがあり、その表面は他の多くのクレーターと比べて著しく凸凹している。周壁はいびつで低く、溶岩で覆われた起伏の激しい土地がバーミンガムの周囲を取り囲んでいる。
バーミンガムは、氷の海のすぐ北に位置している。バーミンガムの東にはウィリアム・ボンドが、バーミンガムの北東にはエピゲネスが位置しており、バーミンガムの北西にはフォントネルが位置している。

## 従属クレーター
バーミンガムのごく近くにある小さな無名のクレーターについては、アルファベットを付加することによって識別される。
| 名称          | 月面緯度     | 月面経度     | 直径 |
| ------------- | ------------ | ------------ | ---- |
| バーミンガムB | 北緯 63.6 度 | 西経 11.3 度 | 8 km |
| バーミンガムG | 北緯 64.5 度 | 西経 10.2 度 | 5 km |
| バーミンガムH | 北緯 64.4 度 | 西経 10.6 度 | 7 km |
| バーミンガムK | 北緯 65.0 度 | 西経 13.1 度 | 6 km |